# الإعلان (صحيفة)
الإعلان، هي صحيفة تونسية سابقة تصدر مرتان في الأسبوع الجمعة والثلاثاء. تقدم الصحيفة نفسها على أنها مستقلة، إخبارية وجامعة، وعلى أنها الأسبوعية الأكثر انتشارا في تونس. رئيس تحريرها هو نبيل عزوز وسكريتيرة تحريرها هي راضية القيزاني. تصدرها شركة تاك للنشر والإشهار.

## التاريخ
أسسها سنة 1979 محمد نجيب عزوز. في 3 مارس 1990 وقعت تخطئة كل من نجيب عزوز ورئيس تحريره ب500 دينار والحكم على كل واحد منهما بشهرين سجنا على إثر نشر مقال يتضمن اتهام مسؤول سابق بالرشوة. في بداية التسعينات قامت الصحيفة بحملة مثيرة للجدل ضد رموز حركة النهضة الإسلامية المحظورة. تمتاز مقالات الصحيفة بالمدح الشديد لحكم الرئيس زين العابدين بن علي وتتجنب عادة الخوض في المواضيع السياسية والاقتصادية.

## وصلات خارجية
- صحيفة الإعلان
- صحيفة الإعلان تغلق أبوابها بعد مسيرة 30 سنة من مهنة المتاعب